# Antony Pappusamy
Antony Pappusamy (sinh 1949) là một Giám mục người Ấn Độ của Giáo hội Công giáo Rôma. Ông hiện là Tổng giám mục chính tòa Tổng giáo phận Madurai. Trước đây, ông cũng từng là Giám mục chính tòa Giáo phận Dindigul và Giám mục phụ tá Tổng giáo phận Madurai.

## Tiểu sử
Tổng giám mục Antony Pappusamy sinh ngày 1 tháng 10 năm 1949 tại Marambady, thuộc Ấn Độ. Sau quá trình tu học dài hạn tại các cơ sở chủng viện theo quy định của Giáo luật, ngày 7 tháng 7 năm 1976, Phó tế Pappusamy, 27 tuổi, tiến đến việc được truyền chức linh mục.
Sau hơn 20 năm thực hiện các công việc mục vụ trong sứ vụ là một linh mục, ngày 5 tháng 11 năm 1998, tin tức từ Tòa Thánh loan đi về việc Giáo hoàng đã tuyển chọn và quyết định nâng linh mục Antony Pappusamy, 49 tuổi, vào hàng ngũ các giám mục, cụ th36 là bổ nhiệm vào vị tr1i Giám mục Phụ tá Tổng giáo phận Madurai, với danh hiệu Giám mục hiệu tòa Zaba. Lễ tấn phong cho vị tân giám mục được cử hành sau đó vào ngày 4 tháng 2 năm 1999, với sự chủ sự nghi thức của 3 giáo sĩ cấp cao. Chủ phong cho giám mục tân cử Pappusamy là Tổng giám mục Marianus Arokiasamy, Tổng giám mục chính tòa Madurai. Hai vị khác trong vai t3o phụ phong gồm có Giám mục Peter Fernando, Giám mục Phó Giáo phận Tuticorin và Giám mục Edward Francis, Giám mục chính tòa Giáo phận Sivagangai. Tân giám mục chọn cho mình châm ngôn:Arise.
Hơn 5 năm sau ngày thông báo về việc được chọn làm Giám mục, và bổ nhiệm vào vị trí là Giám mục Phụ tá ở Madurai, ngày 10 tháng 11 năm 2003, Tòa Thánh ấn kí và thông báo về việc Giáo hoàng đã quyết định thuyên chuyển Giám mục Pappusamy vào vị trí mới là Giám mục chính tòa Giáo phận Dindigul. Tháng 6 năm 2011, Giám mục Pappusamy tham dự chuyến viếng thăm Tòa Thánh Ad Lima cùng các giám mục Ấn Độ. Sau hơn 10 năm thực hiện các công việc mục vụ trên cương vị là người đứng đầu ở Dindigul, ngày 26 tháng 7 năm 2014, Tòa Thánh thông báo quyết định thăng Giám mục pappusamy làm Tổng giám mục chính tòa Tổng giáo phận Madurai, nơi ông từng là Giám mục phụ tá trong khoảng thời gian gần 5 năm.